# علم ياقوتيا
اعتمد علم جمهورية ياقوتيا (سخا) (بالياقوتية: Саха Өрөспүүбүлүкэтин былааҕа)(بالروسية: Флаг Республики Саха (Якутия)) في 14 تشرين الأول - أكتوبر من سنة 1992 ويتكون العلم من أربعة اشرطة افقية بالألوان الأزرق، الأبيض والأحمر والأخضر ويوجد في وسط الشريط الأزرق قرص باللون الأبيض.

## معنى الوان العلم
- القرص الأبيض يرمز إلى الشمس الشمالية.
- الأزرق: يرمز إلى المناخ القطبي في جمهورية ساخا وهناك تقسير آخر للون الأزرق بانه يرمز إلى السماء.
- الأبيض: يرمز إلى النقاء، الثلج، الأمل، الحكمة والرفق.
- الأحمر: يرمز إلى الشجاعة، الشرف، القوة والطموح.
- الأخضر: يرمز إلى الصحة، الفرح والأمل وحسب تفسير آخر بان اللون الأخضر يرمز للتايغا.

## التاريخ

### أعلام الثورة
قبل الحرب الأهلية وبعدها، كانت هناك عدة ثورات في ياقوتيا. تستخدم الثورات بشكل أساسي الأعلام ذات الألوان الثلاثة.
- استخدمت الثورة الياقوتية الأولى علم ثلاثي الألوان يتكون من الأسود والأبيض والأحمر. العلم مطابق لعلم الإمبراطورية الألمانية.
- استخدمت ثورة تونغوس، التي أسست جمهورية تونغوس، علم أفقي يتكون من ألوان الأبيض والأخضر والأسود. يرمز اللون الأبيض إلى الثلج السيبيري، والأخضر إلى الخشب والتايغا، والأسود إلى الأرض.[1][2] العلم مطابق لعلم جمهورية الأورال.

- علم ثورة تونغوس
- علم ثورة ياقوتيا (ربما خطأ)

### علم جمهورية ياقوتيا الاشتراكية السوفيتية ذاتية الحكم
وصف علم الجمهورية الأول في دستور عام 1926 لـجمهورية ياقوتيا الاشتراكية السوفيتية، والذي وافق عليه المؤتمر السوفييتي الرابع لعموم ياقوتيا في 13 فبراير 1926، واعتمده اللجنة التنفيذية المركزية في الدورة الثانية لـياقوتيا في 17 سبتمبر 1926. كان العلم عبارة عن حقل أحمر، مع مربع أزرق في أعلى يسار العلم مع تصوير أضواء الشمالي مع أحرف "ЯАСР" بالون الذهبية بالياقوتية.
تغير العلم في عام 1937، واعتمده اللجنة التنفيذية المركزية في 9 مارس 1937، في المؤتمر الاستثنائي التاسع لسوفييت في جمهورية ياقوتيا الاشتراكية السوفيتية. كان العلم هو نفسه علم الاتحاد السوفيتي الروسي. كان الاختلاف الوحيد هو بعض الأحرف الإضافية. تغيرت هذه النقوش بعد الموافقة على أبجدية جديدة للغة الياقوتية بموجب مرسوم صادر عن مفوضية الشعب للتعليم في الاتحاد السوفيتي.

تغير العلم في 12 يونيو 1954، بموجب مرسوم صادر عن هيئة رئاسة المجلس الأعلى لجمهورية ياقوتيا الاشتراكية السوفيتية. كان علم الدولة الجديد مطابقًا لعلم الاتحاداالسوفيتي الروسي، ولكن مع أحرف إضافية. تغيرت الأحرف بعد اعتماد الدستور الجديد لجمعية ياقوتيا في 31 مايو 1978.

13 فبراير 1926 – 9 مارس 1937
9 مارس 1937 – 23 مارس 1939
23 مارس 1939 – 12 يونيو 1954
12 يونيو 1954 – 27 أكتوبر 1978
27 أكتوبر 1978 – 27 سبتمبر 1990
27 سبتمبر 1990 – 14 أكتوبر 1992

### جمهورية ياقوتيا
تماشياً مع تفكك الاتحاد السوفيتي وتشكيل كيانات وطنية جديدة، اعتمدت جمهورية ياقوتيا دستوراً جديداً في 4 أبريل 1992. ولم تكن هناك أية تفاصيل عن علم جمهورية سخا في الدستور. البيان الوحيد كان:
تمت الموافقة على علم جمهورية سخا في 14 أكتوبر 1992، بموجب المرسوم رقم 1158-XII، واعتمد المرسوم نفسه بموجب المرسوم رقم 1159-XII. في الساعة 17.50 من نفس اليوم، رفع العلم لأول مرة فوق مبنى المجلس الأعلى لجمهورية ياقوتيا، بجوار علم الاتحاد الروسي.
تمت الموافقة على وصف العلم وأدرج وصف العلم في دستور جمهورية سخا في 22 يوليو 2008.

العلم الحالي
علم رئيس جمهورية ياقوتيا
علم جمعية إيفينكس في ياقوتيا

## المصمون
- ليودميلا، دانيلوفا سليبتسوفا (مواليد 1942). رسام وفنان ياقوتي. عضو اتحاد الفنانين في الاتحاد الروسي.[15]
- ستاروستين، ميخائيل جافريلوفيتش (مواليد 1959). مصمم جرافيك. عضو اتحاد الفنانين في الاتحاد الروسي.[15]
- زاخاروفا، آينا بتروفنا (مواليد 1973). رسام وطالب مدرسة الفنان في ياقوتيا.[15]

### ببليوغرافيا

#### الدساتير
- Central Executive Committee of the Yakut ASSR (1925), [Constitution of the Yakut Autonomous Soviet Socialist Republic], e.nlrs.ru (بالروسية), ياكوتسك: Gostipografia https://web.archive.org/web/20230228143752/https://e.nlrs.ru/online/3030, Archived from the original on 2023-02-28, Retrieved 2018-11-09 {{استشهاد}}: |trans-title= بحاجة لـ |title= أو |script-title= (help), |مسار أرشيف= بحاجة لعنوان (help), and الوسيط |عنوان أجنبي= and |عنوان مترجم= تكرر أكثر من مرة (help)
- Central State Archive of the Yakut ASSR (1972), [All-Yakut Congresses of the Soviets: documents and materials. 1922–1937], e.nlrs.ru (بالروسية), ياكوتسك: Yakutsk Book Publishing https://web.archive.org/web/20221010085511/https://e.nlrs.ru/online/10774, Archived from the original on 2022-10-10, Retrieved 2018-11-11 {{استشهاد}}: |trans-title= بحاجة لـ |title= أو |script-title= (help), |مسار أرشيف= بحاجة لعنوان (help), and الوسيط |عنوان أجنبي= and |عنوان مترجم= تكرر أكثر من مرة (help)
- Supreme Soviet of the Yakut ASSR (1937), [Constitution of the Yakut Autonomous Soviet Socialist Republic], e.nlrs.ru (بالروسية), ياكوتسك: State Publishing House of Yakutia https://web.archive.org/web/20221010085513/https://e.nlrs.ru/download/2994, Archived from the original on 2022-10-10, Retrieved 2018-11-10 {{استشهاد}}: |trans-title= بحاجة لـ |title= أو |script-title= (help), |مسار أرشيف= بحاجة لعنوان (help), and الوسيط |عنوان أجنبي= and |عنوان مترجم= تكرر أكثر من مرة (help)
- Supreme Soviet of the Yakut ASSR (1965), [Constitution of the Yakut Autonomous Soviet Socialist Republic], naukaprava.ru (بالروسية), ياكوتسك: Yakutsk Book Publishing https://web.archive.org/web/20221015191152/https://naukaprava.ru/catalog/3561/3564/43691/?view=1, Archived from the original on 2022-10-15, Retrieved 2018-11-11 {{استشهاد}}: |trans-title= بحاجة لـ |title= أو |script-title= (help), |مسار أرشيف= بحاجة لعنوان (help), and الوسيط |عنوان أجنبي= and |عنوان مترجم= تكرر أكثر من مرة (help)
- Supreme Soviet of the Russian SFSR (1979), [The Constitution (Fundamental Law) of the Russian Soviet Federative Socialist Republic; The Constitution (Basic Laws) of the Autonomous Soviet Socialist Republics that are part of the RSFSR], naukaprava.ru (بالروسية), موسكو: Soviet Russia Publishing House https://web.archive.org/web/20221013051910/https://naukaprava.ru/catalog/3561/3564/22864/?view=1, Archived from the original on 2022-10-13, Retrieved 2018-11-03 {{استشهاد}}: |trans-title= بحاجة لـ |title= أو |script-title= (help), |مسار أرشيف= بحاجة لعنوان (help), and الوسيط |عنوان أجنبي= and |عنوان مترجم= تكرر أكثر من مرة (help)
- Fedorov, M.M. (1994), [The Constitutions and Constitutional acts of the Republic of Sakha (Yakutia)], e.nlrs.ru (بالروسية), ياكوتسك: Sakha National Book Publishing https://web.archive.org/web/20230228143752/https://e.nlrs.ru/online/10779, Archived from the original on 2023-02-28, Retrieved 2018-11-19 {{استشهاد}}: |trans-title= بحاجة لـ |title= أو |script-title= (help), |مسار أرشيف= بحاجة لعنوان (help), and الوسيط |عنوان أجنبي= and |عنوان مترجم= تكرر أكثر من مرة (help)
- Supreme Council of the Sakha (Yakutia) Republic (2008), [Constitution of the Sakha (Yakut) Republic Republic], www.sakha.gov.ru (بالروسية), ياكوتسك: State Publishing House of Yakutia https://web.archive.org/web/20220209010450/https://www.sakha.gov.ru/o-respublike-saha--kutiya-/konstitutsiya, Archived from the original on 2022-02-09, Retrieved 2018-12-11 {{استشهاد}}: |trans-title= بحاجة لـ |title= أو |script-title= (help), |مسار أرشيف= بحاجة لعنوان (help), and الوسيط |عنوان أجنبي= and |عنوان مترجم= تكرر أكثر من مرة (help)

#### كتب
- Antonov, P.E. (1995), [Tungus uprising: mistakes could be avoided] (بالروسية), Yakutsk: Ilin {{استشهاد}}: |trans-title= بحاجة لـ |title= أو |script-title= (help) and الوسيط |عنوان أجنبي= and |عنوان مترجم= تكرر أكثر من مرة (help)
- Gogolev, Z.V. (1961), [The defeat of the anti-Soviet uprisings in 1924–1925 and 1927–1928], Scientific Posts (بالروسية) {{استشهاد}}: |trans-title= بحاجة لـ |title= أو |script-title= (help) and الوسيط |عنوان أجنبي= and |عنوان مترجم= تكرر أكثر من مرة (help)
- Petrov, N.E. (1973), [Orthography of Yakut] (بالروسية), Moscow: Nauka {{استشهاد}}: |trans-title= بحاجة لـ |title= أو |script-title= (help) and الوسيط |عنوان أجنبي= and |عنوان مترجم= تكرر أكثر من مرة (help)
- Sokolov, Vladislav Aleksandrovich (2002), [Vexillological guide on flags of the Russian Empire and the USSR] (بالروسية), Moscow: Moscow State Industrial University, vol. 1, p. 644, ISBN:978-5-276-00240-8 {{استشهاد}}: |trans-title= بحاجة لـ |title= أو |script-title= (help) and الوسيط |عنوان أجنبي= and |عنوان مترجم= تكرر أكثر من مرة (help)
- Potapov, I.A. (1994), Koryakin, K.K. (ed.), [State Emblem and State Flag of the Republic of Sakha (Yakutia)] (بالروسية والساخية), Yakutsk: Sakha National Book Publishing, p. 68 {{استشهاد}}: |trans-title= بحاجة لـ |title= أو |script-title= (help) and الوسيط |عنوان أجنبي= and |عنوان مترجم= تكرر أكثر من مرة (help)